# Duwayne Kerr
Duwayne Oriel Kerr (Westmoreland, 16 gennaio 1987) è un ex calciatore giamaicano, di ruolo portiere.

## Carriera

### Club
Kerr iniziò la carriera nel Reno, per poi passare al Portmore United. Il 23 marzo 2011 fu ufficiale il suo passaggio allo Strømmen. Debuttò nell'Adeccoligaen il 26 giugno, schierato titolare nel pareggio per 2-2 contro il Nybergsund-Trysil.
Il 5 marzo 2013, al termine di un periodo di prova, firmò un contratto biennale con il Sarpsborg 08. Il 7 febbraio 2014, rinnovò il contratto che lo legava al club per altri due anni.

### Nazionale
Kerr giocò 6 partite per la Giamaica. Fu convocato anche per la CONCACAF Gold Cup del 2009 e del 2011.
Viene convocato per la Copa América Centenario negli Stati Uniti.